# لومی‌سیتابین
لومی‌سیتابین (انگلیسی: Lumicitabine) (ALS-8176) یک داروی ضد ویروسی است که به عنوان درمانی برای ویروس سن‌سی‌شیال تنفسی (RSV) و متاپنوموویروس انسانی (hMPV) ساخته شده‌است. این دارو به عنوان یک مهارکننده RNA پلیمراز عمل می‌کند. در حالی که در آزمایش‌های بالینی اولیه امیدوارکننده بود، نتایج ضعیف در کارآزمایی‌های فاز IIb منجر به توقف توسعه آن برای درمان RSV شد. پژوهش‌ها برای تعیین اینکه آیا ممکن است برای درمان بیماری‌های ناشی از سایر ویروس‌های RNA مفید باشد یا خیر ادامه دارد، و مشخص شده‌است که فعالیتی علیه ویروس نیپا نشان می‌دهد.